# ابن إشكاب
أبو عبد الله أحمد بن إشكاب الحضرمي الكوفي الصفار من أئمة ورواة الحديث ويعد في الثقات.

## سيرته
هو أحمد بن إشكاب، اختُلف في اسم والده، فقيل: ابن عبد الله بن إشكاب، وقيل ابن مُعمَّر، وقيل ابن مٌجَمِّع عاش في الكوفة، وكان يبيع التمور في الكوفة، ثم نزل مصر، روى له البخاري في عمرة الحديبية، وفي الفتن، وآخر حديث في الجامع، حيث لقيه بمصر سنة 217 هـ توفي نحو سنة 218 هـ في مصر.

## روايته للحديث
- روى عن: شريك، وعبد السلام بن حرب وعلي بن عابس والكوفيين.
- روى عنه : البخاري، وإسحاق بن حسن الطحان المصري، وعباس الدوري، وبكر بن سهل، والفسوي، والمحدث أبو حاتم الرازي، وخلق .
- الجرح والتعديل: قال أبو زرعة: صاحب حديث أدركته. وقال أبو حاتم: ثقة مأمون. وقال عباس الدوري: كتب عنه يحيى بن معين كثيرًا.[2]